# Chroococcales
Chroococcales é uma ordem de cianobactérias que inclui as algas azuis unicelulares ou coloniais, não filamentosas, sem qualquer diferenciação. A reprodução se faz exclusivamente por simples divisão celular ou por fragmentação da colônia. As células apresentam-se de forma arredondada ou elipsoidal (às vezes alongada). Comumente apresentam uma membrana e espessa camada mucilaginosa, esta podendo ou não mostrar camadas concêntricas.
Incluem-se nesta ordem duas famílias Chroococcaceae (Chroococus, Gloeocapsa, Merismopedia) e Entophysalidaceae (Entophysalis).

## Referências

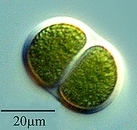
Chroococcus